# Huby (Hambleton)
Pour les articles homonymes, voir Huby.
Huby est un village et une paroisse civile du Yorkshire du Nord, en Angleterre.